# محمد ناجي (سياسي)
محمد ناجي هو سياسي عراقي، ولد في 7 مارس 1965 في بغداد في العراق. حزبياً، نشط في منظمة بدر.